# Werner Blankenburg
Werner Blankenburg (* 19. Juni 1905 in Caputh; † 28. November 1957 in Stuttgart) war im nationalsozialistischen Deutschen Reich als Leiter des Amtes IIa in der Kanzlei des Führers einer der Hauptverantwortlichen für die nationalsozialistischen „Euthanasie“-Morde („Aktion T4“), der Vernichtung der polnischen Juden in der „Aktion Reinhardt“ sowie die Röntgenkastrationsversuche im KZ Auschwitz.

## Leben
Werner Blankenburg wurde am 19. Juni 1905 in Caputh, Landkreis Zauch-Belzig (heute Landkreis Potsdam-Mittelmark), geboren.
Zum 1. April 1929 trat er in die NSDAP (Mitgliedsnummer 124.744) und die SA ein. Im Jahre 1938 leitete er als Oberreichsleiter und im Rang eines SA-Obersturmführers das Amt IIa in der Kanzlei des Führers. Er war damit Vertreter von Oberdienstleiter Viktor Brack als Leiter des Amtes II, das für Angelegenheiten von Staat und Partei zuständig war. Später wurde er dessen Nachfolger.
Etwa ab Ende Juli 1939 begannen die Planungen für die massenhaften Tötungen von erwachsenen Geisteskranken und Behinderten (im Nachkriegssprachgebrauch „Aktion T4“ genannt). Im Oktober 1939 diktierte Blankenburg einer Sekretärin die auf den 1. September 1939 rückdatierte Ermächtigung Hitlers für die Durchführung des nationalsozialistischen „Euthanasie“-Programms. Darin werden Philipp Bouhler und Hitlers Begleitarzt Karl Brandt als „Euthanasie“-Beauftragte bestimmt. Bouhler übertrug die Leitung der Aktion T4 weitgehend an Viktor Brack. Blankenburg als dessen ständiger Vertreter war somit in führender Position mit der Aktion T4 befasst.
Da weder die Kanzlei des Führers noch die ebenfalls in die Aktion T4 involvierte Gesundheitsabteilung des Reichsministeriums des Innern nach außen in Erscheinung treten sollten, wurden Scheinunternehmen gegründet, die nur auf dem Papier existierten und lediglich zur Tarnung dienten. So firmierte das Hauptamt II der Kanzlei des Führers für seine Aufgaben hinsichtlich der Auswahl und des Einsatzes des T4-Personals, der Einrichtung und Kontrolle der „Euthanasie“-Tötungsanstalten usw. als „Reichsarbeitsgemeinschaft Heil- und Pflegeanstalten“. Die Bediensteten der Kanzlei des Führers verwendeten in diesem Zusammenhang Tarnnamen. Blankenburg unterschrieb als Vertreter des Leiters für das nichtärztliche Personal, Viktor Brack, mit „Brenner“. Bei Anstellung des nichtärztlichen Personals für die T4-Organisation sowie die diversen „Euthanasie“-Tötungsanstalten, weihte u. a. auch Blankenburg die ausgewählten Bewerber in das nationalsozialistische „Euthanasie“-Programm ein und versicherte, dass die Maßnahmen vom Führer angeordnet worden und damit legal seien. Trotzdem müsste die Aktion im Geheimen durchgeführt werden. Die Bewerber könnten auch nach einer kurzen Bedenkzeit noch zurücktreten, ohne dass ihnen hieraus irgendwelche Nachteile entstünden. Lediglich die Geheimhaltungsverpflichtung sei bindend.
Auch nach dem Ende der ersten Phase des „Euthanasie“-Programms am 24. August 1941 ging die Tätigkeit der Kanzlei des Führers bzw. der Zentralorganisation-T4 in der zweiten, als dezentral bekannten Phase des „Euthanasie“-Programms weiter. Hierbei frei werdendes Personal wurde für die „Aktion Reinhard“ eingesetzt. Dieses blieb personalrechtlich weiterhin der Zentralorganisation-T4 unterstellt, während sie die fachlichen Anweisungen für ihren Einsatz vom SS- und Polizeiführer des Distrikts Lublin, Odilo Globocnik, erhielten. Blankenburg reiste noch im Oktober 1943 zur Beerdigung des Johann Niemann an, der mit weiteren beim Aufstand von Sobibor Getöteten bei Chelm beigesetzt wurde.
Im April 1945 wurde Blankenburg mit anderen Angehörigen der Kanzlei des Führers, u. a. Viktor Brack und Albert Bormann, nach Bayern ausgeflogen. Nach Kriegsende tauchte er mit dem Falschnamen „Werner Bieleke“ (dem Geburtsnamen seiner Ehefrau) in Stuttgart-Wangen unter. Er arbeitete als Vertreter einer Bausparkasse in Ludwigsburg und später als Vertreter einer Textilfabrik in Freudenstadt. Am 19. Februar 1949 verlobte er sich mit einer Krankenschwester. Obwohl er vom Sommer 1945 bis zu seinem Tode von der Justiz gesucht wurde, gelang es ihm, ein Leben im Verborgenen zu führen und auch den Kontakt mit seinen Eltern zu halten, die in einem Ulmer Altersheim untergebracht waren. Auch zu ehemaligen T4-Mitarbeitern bestanden rege Verbindungen.
Werner Blankenburg starb am 28. November 1957 in Stuttgart-Wangen und wurde unter seinem Falschnamen Werner Bieleke dort beerdigt. An der Bestattung nahmen etliche ehemalige T4-Angehörige teil, unter anderem Dietrich Allers und Erwin Lambert. Offiziell war er auf Antrag seiner Frau vom 15. März 1956 zum 31. Dezember 1945 vom Berliner Amtsgericht Tempelhof-Kreuzberg (70-60 II 450/55) für tot erklärt worden.